# Ploieștiori
Ploieștiori – wieś w Rumunii, w okręgu Prahova, w gminie Blejoi. W 2011 roku liczyła 3222 mieszkańców.